# Planta reviviscente
 Una planta reviviscente es cualquier planta poiquilohídrica que puede sobrevivir a niveles mínimos de agua durante meses o años.
Algunos ejemplos son:

La planta reviviscente Selaginella lepidophylla reviviendo después de 3 horas de la adición de agua.

- Anastatica hierochuntica, también conocida como rosa de Jericó.
- Asteriscus (plant);[1]
- Boea hygrometrica[2]
- Haberlea rhodopensis
- Mesembryanthemum.[1]
- Myrothamnus flabellifolius
- Ramonda serbica, una especia de la familia Gesneriaceae.
- Selaginella lepidophylla
- Tillandsia
- Los líquenes, una simbiosis que puede sobrevivir a extrema desecación.

Algunas plantas reviviscentes han sido vendidas en su estado seco, como curiosidades. Esta costumbre ha sido notable desde el siglo XIX.